# Cantharis jindrai
Cantharis jindrai es una especie de coleóptero de la familia Cantharidae. Los escarabajos del género Cantharis suelen encontrarse en regiones templadas, y son conocidos por su cuerpo blando y su aspecto alargado. Muchas especies son depredadoras de otros insectos y juegan un papel importante en el control biológico.

## Distribución geográfica
Habita en Shaanxi (China).